# Virgil Brill
Pour les articles homonymes, voir Brill.
 (mars 2018).
Si vous disposez d'ouvrages ou d'articles de référence ou si vous connaissez des sites web de qualité traitant du thème abordé ici, merci de compléter l'article en donnant les références utiles à sa vérifiabilité et en les liant à la section « Notes et références ».
Virgil Brill, né en 1940 à Royan, est un photographe d'art français.

## Biographie
Né à Royan en 1940, Virgil Brill voulait devenir peintre. En 1961, il voit sortir de la mer une jeune fille toute nue. Foudroyé, il emprunte le Nikon d'un ami, et la sensation de pouvoir fixer une telle scène le décide à devenir photographe. La nécessité de gagner sa vie l'oblige à s'adonner à la photographie de mode et de publicité à Paris. En 1974, il cesse provisoirement de photographier pour devenir planificateur stratégique et directeur de création publicitaire. En 1992 il reprend son travail artistique : de 1992 à 1994 Mémoire du Pays d'Or, depuis 1995 le Livre des Migrations, depuis 1999 le Livre des Incantations, depuis 2000 Faërie ou le Livre des Fées. 

## Œuvre
Dans la série Mémoire du Pays d'Or (de 1992 à 1994), Brill travaille les lumières mystiques du petit matin où, selon l'auteur, « se noient les démarcations 'entre la terre et l'eau, l'eau et le ciel, le jour et la nuit, la présence et l'absence » . 
Dans la série le Livre des migrations (depuis 1995) il aborde le phénomène du groupe. En utilisant des objectifs de très longue focale qui écrasent la perspective, il évoque des masses anonymes. 
Dans la série le Livre des incantations (depuis 1999) son sujet est une femme nue. Il fait apparaître et disparaître la femme dans un espace intime (forêt, jardin, rivage, etc.), envahie de brume.
Dans la série Faërie ou le Livre des Fées (depuis 2000), des enfants et des adultes folâtrent dans une atmosphère idyllique. 
Les techniques utilisées par Brill vont des manipulations dans la chambre noire, comme les solarisations multiples des Incantations, à une retouche numérique élaborée. Du point de vue de la forme, l'ensemble de son œuvre est caractérisé par une volonté de fusion entre les sujets et les fonds, entre les premiers plans et les arrière-plans.

## Expositions

### Expositions personnelles
- 2008 : le Temps et les ombres, Festival Photo Event 2008, Turnhout, Belgique.
- 2004 :
  - Nouvelles Migrations - Cloître des Carmes, Festival « Chemins de traverse », Avignon.
  - Migrations et Faërie, Galerie Athanor, Marseille.
- 2003 :
  - Le livre des Fées, Rencontres d'Arles 2003, “Rue du Séminaire”.
  - Faërie et Contemplations, Espace Originel, Montalivet.
  - Le Livre des Migrations et le Livre des Fées, Lilas en scène, Les Lilas (Paris).
- 2002 :
  - Nue dans un rêve ancien, (photos et vidéos) Atelier des Eyguesiers, Aix-en-Provence.
  - Le Ruisseau, Espace Originel, Montalivet.
  - Vous y étiez, nue, avant le crépuscule… & other stories, Bibliothèque universitaire du pôle technologique de Château-Gombert, Marseille.
- 2001 :
  - Migrations, Galerie Koen Lauwaert, Bruxelles, Belgique.
  - Migrations II, dans le cadre du Parcours de l'Art, Salle Benoît XII, Avignon.
  - Rencontres en Arles, exposition avec William Ropp.
- 2000 :
  - Incantations, DeFrog Gallery, Houston, États-Unis.
  - Incantations, Espace Originel, Montalivet.
  - Les Incertitudes de la mémoire, Galerie Athanor, Marseille.
- 1999 :
  - Frères humains, Espace originel, Montalivet.
  - Migrations, suite, Fort Napoléon, La Seyne-sur-Mer ; La Bouchonnerie, Pierrefeu-du-Var.
  - Migrations, Galerie Athanor, Marseille.
- 1998 :
  - Migration-Migrations, Les Pénitents Bleus, La Ciotat.
  - Migration-Migrations, Espace originel, Montalivet.
- 1996 : Human beings, Château Palmer, Bordeaux.
- 1995 : Mémoire du Pays d'or (suite), Brenet-Nicolaï, Marseille.
- 1993 : Mémoire du Pays d'or, Hôtel de Claviers, Brignoles.

### Expositions collectives
- 2008 : 
  - Exposition collective des artistes à l’occasion de la publication de Ateliers du sud – l’Aventure intérieure, de Claude Darras, Château-Musée de l’Empéri, Salon-de-Provence.
  - Incantations, galerie du Centre Iris, Paris : Carte blanche à Dominique Charlet.
- 2005 : Festival Homenatge a l’aigua (4e édition) à Salt (Espagne).
- 2004 : Festival Aguabarreig, Tortosa (Espagne).
- 2003 :
  - Eau douce et eau salée, exposition thématique, Ateliers des Eyguesiers, Aix-en-Provence.
  - Festival Itinérant Pyrénéen, Val d'Aran (Catalunya).
  - Homenatge a l'aigua, La Seu d'Urgell (Espagne).
  - Paris Photo, Galerie Krisal, Genève.
- 2001 :
  - E et L, Atelier des Eyguesiers, Aix-en-Provence.
  - La Femme, Fondation Regards de Provence, Château Borély, Marseille.
  - Le Corps photographié, Maison des Arts, Carcès.
- 2000 :
  - Rêves ou réalités, Fondation Regards de Provence, Château Borély, Marseille.
  - Utopies, Galerie Athanor, Marseille.
- 1999 : Artistes de la galerie, Galerie Athanor, Marseille.
- 1998 : Salon Art et Entreprise, Fondation Vasarely, Aix-en-Provence.
- 1994 : Le mateur d'art, 8 artistes choisis par Yves Gerbal, Espace Écureuil, Marseille.

## Publications
- Marc Jaurand : Litanies (en préparation).
- Jacques Séréna : Le Ruisseau, éditions Complicités (2006).
- Jacques Séréna : Migration-Migrations, éditions de l'Acacia, 1998.
- Mémoire du Pays d'Or, édition personnelle de l'artiste, 1993.

## Œuvres dans des collections publiques
- Fondation Regards de Provence, Marseille - France.
- Fonds Municipal d’Art Contemporain, Marseille - France.
- Reflex Miniatuur Museum voor Hedendaagse Kunst - Amsterdam, Pays-Bas
- Center for Photography, Woodstock – USA.
- Cabinet Cantonal des Estampes, Musée Jénisch, Vevey - Suisse.
- Prague House of Photography - Prague, République Tchèque